# Spilosoma chekiangi
Spilosoma chekiangi là một loài bướm đêm thuộc phân họ Arctiinae, họ Erebidae.